# Måns Pedersson (Stierna)
Måns Pedersson (Stierna), född 1508, död omkring 1575, var en svensk lagman och häradshövding.

## Biografi
Måns Pedersson (Stierna) var son till häradshövdingen Peder Månsson (Stierna) i Västra härad och Estrid Arvidsdotter (Drake af Intorp). Han var från 24 september 1531 till 1532 fogde i Allbo härad och Östbo härad. Måns Pedersson tillhörde 1534 det rusttjänstskyldiga frälset. Han var från 1535 till 1537 fogde i Uppsala län. Måns Pedersson var från åtminstone 1545–1549 häradshövding i Allbo härad och 1554 häradshövding i Östbo härad. Han avled omkring 1575 och arvskifte efter honom och hans hustru förrättades 8 april 1578.
Han blev lagman i Tiohärads lagsaga 1541 och var det till 1547.

### Egendom
Innehade Säby i Bäckaby socken, Eskilstorp i Bredaryds socken och Härstad i Kärda socken. Han fick 15 februari 1533 Norrvidinge härad i förläning och 13 augusti 1534 Höjentorp i Eggby socken i förläning.

### Familj
Måns Pedersson var gift med Brita Jönsdotter. Hon var dotter till häradshövdingen Jöns Larsson (böllja) och Anna Torsdotter (Store). De fick tillsammans barnen ståthållaren Göran Månsson Stierna (död 1617), häradshövdingen Arvid Månsson Stierna (död 1596), Kerstin Månsdotter Stierna (död 1594) som var gift med ståthållaren Olof Andersson Oxehufvud, Hillevi Månsdotter Stierna som var gift med Erik Bordersson Butz och rikskammarrådet Mauritz Laxman, krigskommissarien Erik Månsson Stierna och ryttmästaren Peder Månsson Stierna (död 1615).